# Alexis Bravo
Adan Alexis Félix Bravo (Tucumán, 15 de septiembre de 1984) es un futbolista argentino. Juega como extremo derecho y su equipo actual es CDT Real Oruro de la Primera División de Bolivia.

## Clubes
| Club                    | País      | Año         |
| ----------------------- | --------- | ----------- |
| Atlético Tucumán        | Argentina | 2002 - 2003 |
| Atlético Ñuñorco        | Argentina | 2004        |
| Atlético Tucumán        | Argentina | 2004 - 2005 |
| Central Córdoba         | Argentina | 2005 - 2008 |
| Concepción FC           | Argentina | 2008 - 2009 |
| Centauros Villavicencio | Colombia  | 2009        |
| Deportes Quindío        | Colombia  | 2010        |
| Sportivo Patria         | Argentina | 2010-2011   |
| Guabirá                 | Bolivia   | 2011-2012   |
| Real Potosí             | Bolivia   | 2012-2013   |
| San José                | Bolivia   | 2013-2014   |
| Jorge Wilstermann       | Bolivia   | 2014-2015   |
| Universitario (USFX)    | Bolivia   | 2015-2017   |
| Mitre                   | Argentina | 2017-2018   |
| Independiente Petrolero | Bolivia   | 2018        |
| Concepción              | Argentina | 2020        |
| Sur-Car                 | Bolivia   | 2021        |
| Totora Real Oruro       | Bolivia   | 2024        |